# Piotrkowska-gaden
Piotrkowska-gaden (polsk Ulica Piotrkowska) er en berømt gade i Łódź, og med sine 4,9 kilometer samtidig den længste handelsgade i Europa. Den går i en lige linje fra Frihedspladsen til Uafhængighedspladsen, og regnes for at være en af Łódź’ mest pragtfulde gader. 
Piotrkowska-gaden udgør byens hovedakse, og har op gennem historien spontant defineret formen til byens centrum. Navnet blev for første gang brugt i 1821, og gaden var i begyndelsen hovedsageligt en kommunikationsvei som forenede den gamle by med den nye bydel Łódka. Med tiden blev den omdannet til et center for handel og underholdning, og blev hurtigt byens varemærke. Gaden gik i stor grad til grunde efter 2. verdenskrig. Først i 1990 begyndte en gradvis men omfattende genopbygning. 
Fra 1999 er gaden blevet dekoreret med udendørsstatuer i bronze af kendte personligheder med tilknytning til Łódź (den såkaldte Galeria Wielkich Łodzian – "De store łodzianers galleri"). På Piotrkowska-gaden findes også Łódź’ Walk of Fame – Aleja Gwiazd.
51°46′34″N 19°27′17″Ø / 51.7761°N 19.4547°Ø